# Anders Jensen Rud
Anders Jensen Rud (født 17. april 1868 i Balslev Sogn, død 7. december 1945) var en dansk grundtvigiansk præst, der var biskop over Fyens Stift fra 1923 til 1938.
Anders Jensen Rud var gårdmandssøn og blev efter præsteeksamen i 1896 præst i Kauslunde Sogn. I 1902 blev han sognepræst ved den nye Ansgars Kirke i Odense. Han var biskop ved kirken i 20 år.
En lovændring betød i 1922, at biskopper fremover skulle vælges ved direkte afstemninger, hvor alle præster og meninghedsrådsmedlemmer i hvert stift kunne stemme. Anders Jensen Rud stillede op til bispevalget i Fyens Stift samme år i kampvalg med L.J. Koch, der var præst ved Odense Domkirke, og som var støttet af Kirkeligt Centrum og Indre Mission. Med 52 procent af stemmerne vandt Rud, mens Koch fik 43 procent. Rud blev dermed den første folkevalgte biskop i Fyens Stift. Samtidig med hans tiltræden blev radioen stadig mere udbredt. Det nye medie blev mødt med skepsis sine steder, men ikke hos Anders Jensen Rud, der så det som en mulighed for at høre gudstjenester derhjemme, hvis man ikke havde mulighed for at gå i kirke. Han var biskop frem til 1938, hvor han fyldte 70 år og dermed ifølge reglerne skulle gå på pension.
Anders Jensen Rud enagerede sig også politisk og var fra 1909 til 1915 medlem af Odense Byråd for partiet Venstre. Han spillede en væsentlig rolle i beslutningen om at opføre af byens sygehus på Sdr. Boulevard, ligesom han i mange år var bestyrelsesformand for partiorganet Fyns Tidende.
Ved hans død i 1945 skrev Kristeligt Dagblad, at folkekirken havde "mistet en af sine betydeligste mænd". Han blev begravet på Assistens Kirkegård i Odense. Der blev i 1948 rejst en mindesten over ham på Frøbjerg Bavnehøj.